# Швейцарський редут

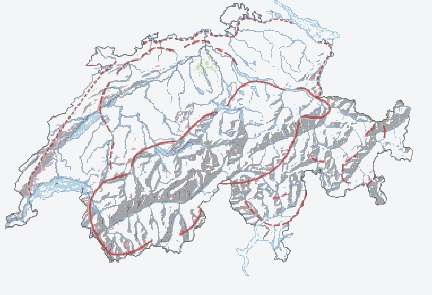
План рубежів оборони Швейцарського редуту

«Швейцарський редут», також «Національний редут» (нім. Schweizer Reduit; фр. Réduit suisse; італ. Ridotto nazionale; ромш. Reduit nazional) — оборонний план, розроблений урядом Швейцарії наприкінці XIX століття для відбиття іноземних нападів. На початку Другої світової війни план було розширено та уточнено для протистояння потенційному вторгненню Нацистської Німеччини, яке було заплановано, але так і не відбулося.
Термін «редут» початково стосувався системи укріплень, що зводилися з 80-х років XIX століття для захисту центральної частини Швейцарії як укріплений район для відступу швейцарської армії. Вона являла собою комплекс захисних споруд в Альпах по лінії «схід-захід» із трьома головними фортецями: Санкт-Моріц, Санкт-Готтард і Зарганс. Ці фортеці передусім захищали альпійські проходи між Німеччиною й Італією та не прикривали індустріальні густонаселені внутрішні райони Швейцарії. Внутрішні райони, зі свого боку, перебували під захистом укріплень «Прикордонної лінії» та «Армійської лінії» — серйозних, однак не нездоланних. Комплекс споруд редуту, навпаки ж, спроєктовано як цілком неприступний, який не дав би агресору змоги перетнути Альпи з півночі на південь через гірські перевали чи залізничні тунелі. Ця стратегія мала стримати будь-яке вторгнення, роблячи його безглуздим через неможливість використання швейцарської транспортної інфраструктури.
Концепція «редуту» є невід'ємною частиною військової стратегії країни. Уникнувши завдяки йому участі у Другій світовій війні, Швейцарія зберегла той же підхід до захисту від можливої інтервенції й у часи Холодної війни. У підсумку він став важливою складовою швейцарської доктрини «нейтралітету» та вплинув на національний фольклор.

## Передісторія

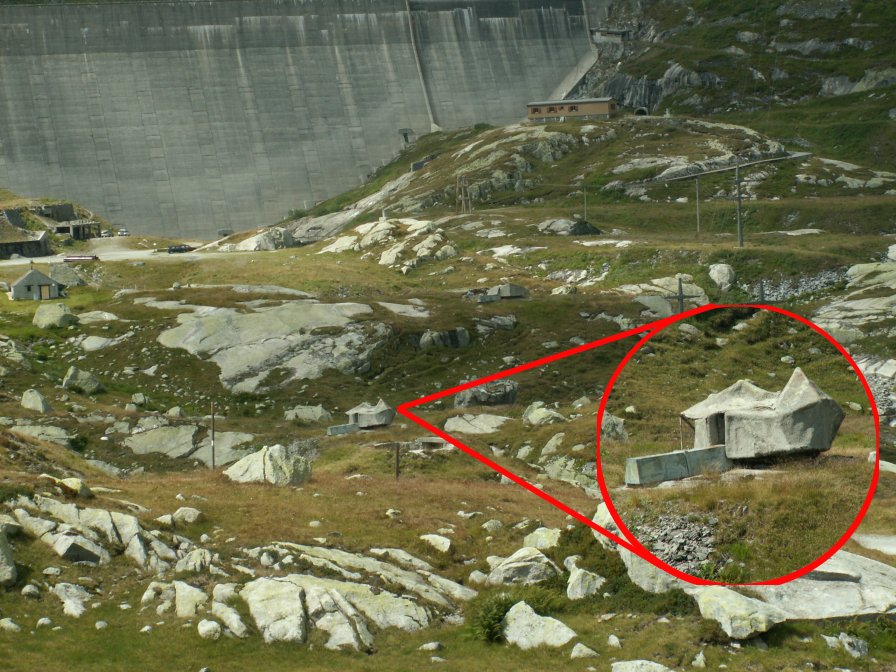
Замаскована гармата калібру 105 мм

Спорудження фортифікацій у швейцарському регіоні Альп розпочалося ще в 1880-х роках, невдовзі після відкриття Санкт-Готтардської залізниці. Форти за конструкцією бельгійського військового інженера Бріальмона були побудовані в Айроло, на перевалах Оберальп, Фурка та Грімзель. Додаткові укріплення було зведено в Санкт-Моріці, шляхом спорудження тунелів у крутих схилах льодовикових долин.
Після Першої світової війни подальше посилення редуту не планувалося. Однак у 1930-ті роки, коли Франція збудувала лінію Мажино, Бельгія — Льєзький фортифікаційний комплекс, Німеччина — Західний вал, а Чехословаччина — власні прикордонні укріплення, Швейцарія переглянула свої оборонні потреби. Споруди редуту, порівняно з вищезгаданими фортификаціями, були набагато глибшими та сильніше озброєними.
В ухваленні рішення про зведення нових укріплень редуту відіграло свою роль і те, що подібне великомасштабне будівництво могло створити робочі місця в рамках боротьби з Великою депресією. Проєктування розпочалося 1935 року, а роботи 1937 року.

### План генерала Анрі Гізана

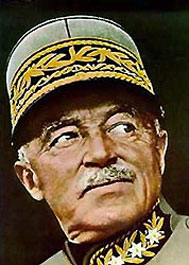
Генерал Анрі Гізан

Між двома світовими війнами командувач швейцарською армією генерал Анрі Гізан висунув концепцію організації оборони, що одержала назву «Швейцарський національний редут», або просто «редут». Вона визнавала обмеженість національних ресурсів у живій силі та озброєнні порівняно з імовірними противниками. Тому завданням збройних сил була не оборона кордонів, а створення ситуації, за якої окупація країни була би надто дорогим і навіть безглуздим заходом. Стратегія редуту, таким чином, була насамперед фактором стримування.
З цією метою лінія оборони заздалегідь мали бути перенесені з рівнин у гори, де численні фортифікаційні споруди були здатні протистояти піхоті й танкам противника. Гірські дороги та тунелі мінували та готували до підривів. Командуванню та особистому складу всіх частин і підрозділів доповідалося, що з моменту початку бойових дій вони повинні захищати свої ділянки, більше не зважаючи на жодні накази про припинення спротиву. На кордонах сили вторгнення агресора мали стримувати лиш протягом часу, достатнього для організованого відступу головних сил за лінію редуту. Після завершення цього перегрупування уряд Швейцарії міг залишатися в укритті протягом тривалого періоду.
Таким чином, будь-який противник, що вторгнувся в країну, унаслідок стикнувся б із завданням встановлення контролю над розлеглими гірськими районами з повністю зруйнованою інфраструктурою, де оборону тримали б численні напівпартизанські формування.

## Друга світова війна

### Німецькі плани вторгнення
26 липня 1940 року командування сухопутних сил Німеччини схвалило план операції «Танненбаум», відповідно до якого 12-та армія генерал-фельдмаршала Вільгельма Ліста силами одного гірськострілецького та трьох піхотних корпусів мала здійснити захоплення Швейцарії протягом 2—3 днів, заволодівши індустріальними районами Берна, Золотурна, Цюриха та Люцерна, тоді як італійські війська вторгнулися би з півдня. Після цього Німеччина й Італія планували розділити територію Швейцарії між собою.
Проти 10 швейцарських піхотних дивізій було зосереджено 2 гірськострілецькі, 8 піхотних, 6 танкових і моторизованих німецьких дивізій. Причому будь-яка з цих танкових дивізій мала на своєму озброєнні щонайменше втричі більше танків, ніж уся швейцарська армія. Виходячи зі співвідношення сил, було очевидно, що в класичному бою Швейцарія не зможе достатньо довго протистояти Німеччині в разі нападу, що підтверджував досвід французької кампанії вермахту.

### Швейцарські плани оборони

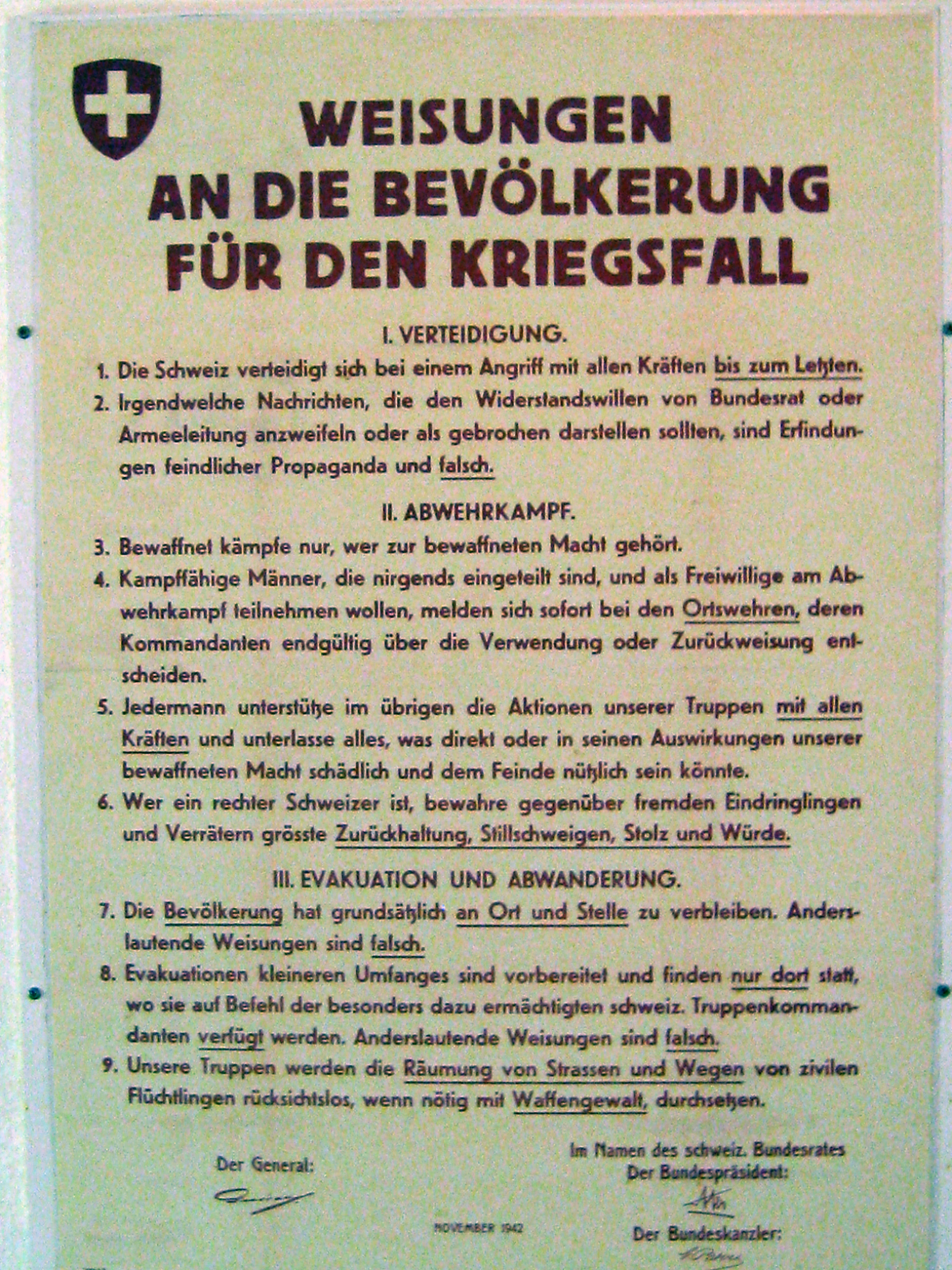
Інструкції для цивільного населення в разі війни (1942 рік)

Капітуляція Франції 22 червня 1940 року надала додатковий імпульс реалізації плану генерала Гізана. Уже 23 червня пріоритет укріплень «Прикордонної лінії» було знижено на користь «Армійської лінії». Армію було відведено в центр країни, лишивши індустріальні густонаселені внутрішні райони відносно незахищеними. Кінцева редакція, прийнята 12 липня, диктувала організований відступ в Альпи, де створювалися резервні склади для підтримки невизначено довгого спротиву без можливості подальшого відходу. Захищати планувалося лише важливі трансальпійські автомобільні та залізничні комунікації — як останній засіб їх можна було зробити непридатними для використання агресором шляхом підриву ключових мостів і тунелів. Також за потреби передбачалося знищення зсередини всіх входів у гірські масиви.
25 липня швейцарський оборонний план було виставлено на загал Анрі Гізаном у рамках т. зв. «Рютлійського рапорту» — зібрання офіцерського корпусу швейцарських збройних сил на галявині Рютлі (місці, де за легендою була заснована Швейцарська конфедерація), яке через історичні паралелі має важливе символічне значення.
Цей підхід було додатково поглиблено в редакції 24 травня 1941 року. До цього моменту було мобілізовано лише дві третини збройних сил Швейцарії. Але після швидкого розгрому балканських країн німецькими військами у квітні 1941 року, коли відносно невисокі гори виявилися слабким захистом від військ країн Осі, була мобілізована вся швейцарська армія. Власне редут охороняли 8 піхотних дивізій і 3 гірськострілецькі бригади.
Золоті резерви банку Швейцарії з Цюриха було перевезено подалі від німецького кордону, у Санкт-Готтард і Берн.

### Компроміс
Водночас швейцарський уряд демонстрував готовність досягнути раціонального компромісу: угоди, що надасть деякі переваги країнам Осі, що оточили Швейцарію з усіх боків, і водночас не порушить суверенітет і нейтралітет Швейцарії. Попри наявну напруженість у відносинах, Швейцарія очевидно була корисніше для Німеччини як партнер, ніж як ворог. З-поміж чотирьох альпійських гірських проходів, що були найкоротшими шляхами між Німеччиною та Італією, три (Санкт-Готтард, Лечберг і Сімплон) розташовувалися на території Швейцарії та лише один (Бреннер) — на території приєднаної до Німеччини Австрії. Руйнування швейцарцями цих транспортних шляхів зробило би сполучення між головними членами «Осі» дорожчим та вразливішим. Крім того, бойкотування нацистів більшістю розвинених країн світу давалось взнаки на економіці Німеччини: зокрема, виникли складнощі в конвертуванні рейхсмарки як світової валюти.
Таким чином, виникли умови для угоди між Швейцарією та Німеччиною, яка й була укладена в серпні 1940 року. За цією угодою Швейцарія надавала режим найбільшого сприяння для транзиту німецьких товарів (зокрема й військових) через свою територію, зобов'язувалася продавати Німеччині золото та інші дорогоцінні метали за рейхсмарки, і, крім того, надавала Німеччині довгострокову позику розміром 150 000 000 швейцарських франків.
Невдовзі після укладення цієї угоди німецька 12-та армія була перенаправлена для участі в операціях у Норвегії, на Балканах, а також проти Радянського Союзу. Попри це, припускається, що Гітлер все одно збирався рано чи пізно напасти на Швейцарію і що труднощі, з якими стикнулися вторгнення в СРСР і висадка союзників у Нормандії відіграли вирішальну роль у тому, аби скасувати вторгнення.